# Brian Downey
Brian Michael Downey (Dublín, Irlanda; 27 de enero de 1951) es un baterista irlandés, popular por su trabajo con la banda de rock Thin Lizzy. Junto a Phil Lynott, Downey fue el único miembro constante del grupo hasta su disolución en 1983. Downey también coescribió muchas canciones para Thin Lizzy. El crítico Eduardo Rivadavia del sitio Allmusic ha argumentado que Downey es "sin duda uno de los bateristas más infravalorados de su generación".

## Discografía

### Thin Lizzy
- Thin Lizzy (1971)
- Shades of a Blue Orphanage (1972)
- Vagabonds of the Western World (1973)
- Nightlife (1974)
- Fighting (1975)
- Jailbreak (1976)
- Johnny the Fox (1976)
- Bad Reputation (1977)
- Live and Dangerous (1978)
- Black Rose: A Rock Legend (1979)
- Chinatown (1980)
- Renegade (1981)
- Thunder and Lightning (1983)
- Life (1983)

### Otros álbumes
- Funky Junction – A Tribute to Deep Purple (1973)
- Gary Moore – Back on the Streets (1978)
- Phil Lynott – Solo in Soho (1980)
- Phil Lynott – The Philip Lynott Album (1982)
- John Sykes – Please Don't Leave Me (1982)
- Varios Artistas – Straight to Hell (1987)
- The Baby Snakes – Sweet Hunger (1988)
- Don Baker – Almost Illegal (1989)
- Gary Moore – After the War (1989)
- Gary Moore – Still Got the Blues (1990)
- Spirit Nation – Spirit Nation (1992)
- Blues Up Front – All the Way from Dublin (1999)
- Gary Moore – Close As You Get (2007)